# 鄭相如
鄭相如，字汉林，号愿廷，安徽泾县人，清朝文人。

## 生平
鄭相如学贯经史，康熙间副贡。曾荐博学鸿词科，不遇。获聘参修《江南通志》等。卒年七十七。

## 著作
有《四子图书》《通考泾川》《涇川文載》《虹玉堂集》等。